# JPEG
جِی‌پِگ (JPEG) نام یک استاندارد متداول در رایانه، برای فشرده‌سازیِ با اِتلاف (به انگلیسی: Lossy) فایل‌های گرافیکی است. منظور از با اتلاف بودن فشرده سازی این است که هنگام فشرده سازی بخشی از اطلاعات تصویر از بین می‌رود (تلف می‌شود)، به طوری که تصویر بازیابی شده، کاملاً با تصویر اولیه یکسان نیست. اگر چه این اختلاف اندک است، و انسان لزوماً متوجه آن نمی‌شود.
این نام کوتاه شدهٔ «گروه مشترک متخصصان عکاسی» (به انگلیسی: Joint Photographic Experts Group) است، که نام گروهی است که این استاندارد را تعریف کردند.

## قالب جی‌پگ
استاندارد جی‌پگ مشخص‌کنندهٔ کُدینگ‌هایی (Encoding) است که تعیین می‌کنند یک تصویر چگونه به رشته‌ای از بایت‌ها فشرده‌سازی شود، و چگونه می‌توان آن‌ها را دوباره به حالت تصویری و قالب اولیه بازگرداند. از این روش فشرده سازی معمولاً با عنوان فشرده‌سازیِ با اتلاف (Lossy) نام برده می‌شود. در این روش، برخی از ویژگی‌های تصویر در طی فرایند فشرده سازی از بین رفته و نمی‌توانند بازیابی شوند.
قالب جی‌پگ پیشرفته دیگری وجود دارد که در آن تصویر در چند مرحله فشرده می‌شوند. این قالب، مناسب جهت تصاویر بزرگی است که در حال دانلود با سرعت کم نمایش داده می‌شوند و به آن‌ها اجازهٔ پیش‌نمایش مناسب بعد از دریافت تنها بخشی از داده‌های تصویر را می‌دهد. فایل‌های تصویری که در آن‌ها از فشرده‌سازی جی‌پگ استفاده می‌شود معمولاً فایل‌های JPEG نامیده می‌شوند. اکثر برنامه‌های نرم‌افزاری ویرایش تصاویر که با یک فایل جی‌پگ نوشته می‌شوند در واقع به ایجاد یک فایل در قالب JFIF می‌پردازند. قالب JPEG/JFIF پرکاربردترین قالب جهت ذخیره و انتقال تصاویر بر روی وب هستند. به این دلیل قالب JPEG/JFIF بهتر از قالب گیف می‌باشد. همچنین قالب JPEG/JFIF نسبت به قالب پی‌ان‌جی که برای تولید فایلهای تصویری بزرگتر مورد استفاده قرار می‌گیرد ارجح می‌باشد.

## دو اصل مهم جی‌پگ
- اطلاعات مفید تصویر در یک محدوده کوچک خیلی ملایم تغییر می‌کند، یعنی غیرعادی است اگر در یک محدوده کوچک تفاوت رنگی فاحش وجود داشته باشد.[۱۸]
- قدرت تفکیک دید انسان در تصاویر خاکستری بیشتر است یعنی چشم به روشنایی و تیرگی حساس‌تر است تا به رنگ.[۱۹]

## از بین رفتن داده‌ها
| تصویر                            | بدون اتلاف | با اتلاف |
| -------------------------------- | ---------- | -------- |
| اصلی                             |            |          |
| پس از پردازش با آشکارساز لبه کنی |            |          |

هنگامی که تصویر تنها برای نمایش بکار می‌رود، از بین رفتن داده‌ها در اثر فشرده‌سازی جی‌پگ قابل چشم‌پوشی است اما زمانی که تصویر متعاقباً برای پردازش استفاده شود، آرتیفکت‌های تصویر ممکن است در اثر فشرده‌سازی جی‌پگ تا حد غیرقابل قبولی افزایش یابد. یک نمونه از چنین تأثیراتی در تصاویر زیر مشاهده می‌شود.